# Lhokseumawe

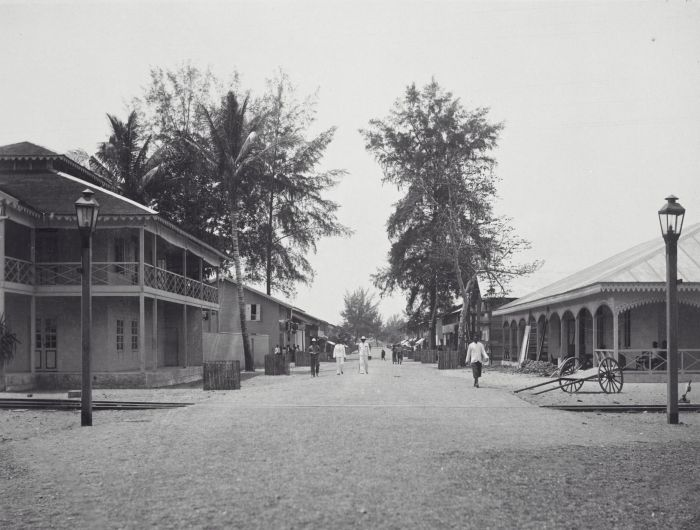
Straatgezicht Lhokseumawe (1900-1940).

Lhokseumawe is een stad in de provincie Atjeh in het noorden van Sumatra, Indonesië.

## Onderdistricten
Onderdistricten (kecamatan):
| Kecamatan    | Opp (km²) | # Desa/Kelurahan |
| ------------ | --------- | ---------------- |
| Banda Sakti  | 11.24     | 18               |
| Blang Mangat | 56.12     | 22               |
| Muara Dua    | 57.80     | 17               |
| Muara Satu   | 55.90     | 11               |